# Nadwa
Nadwa (in arabo ﻧﺪﻮة‎?) significa letteralmente "consiglio", "raduno" ma indicava, nella Mecca preislamica, l'assemblearismo decisionale dei capi-clan della tribù araba dei Quraysh.
La nadwa era un organismo tipico delle società a modello produttivo e culturale tribale e sottolineava come ogni potere politico ed economico appartenesse ai capi dei lignaggi che, in base alla loro esperienza, conoscevano le leggi consuetudinarie del gruppo e la necessità di ripartire tra tutti i suoi appartenenti gli onori e gli oneri, senza quel verticismo decisionale che caratterizza invece modelli societari diversi, a struttura monarchica.
Dirigere la Dār al-nadwa, dove si riuniva la nadwa, si celebravano i matrimoni e dove aveva luogo la circoncisione per i piccoli (ʿadhr) e dove infine avveniva la consegna del Liwāʾ al momento di entrare in guerra, in origine s'identificava nell'abitazione di Quṣayy) e significava per il detentore di quell'istituzione il riconoscimento d'una sorta di primazia morale a Mecca, quella perciò di un primus inter pares, che s'accompagnava, logicamente ma teoricamente, la Qiyāda e il Liwāʾ.

## LaDār al-nadwanella storia
La Dār al-nadwa fu comprata dal califfo omayyade Muʿāwiya b. Abī Sufyān e fu usata dai califfi della dinastia come abitazione in occasione dell'adempimento del hajj. In epoca abbaside fu trascurata ma con al-Muʿtaḍid fu notevolmente abbellita con colonne e altre soluzioni architettoniche, finendo con l'essere inglobata nel complesso dell'al-Masjid al-Haram.